# BMW・501/502
BMW・501/502はドイツの自動車メーカー・BMWが1952年から1964年まで生産した大型乗用車である。第二次世界大戦後、自動車主力工場があったアイゼナハが東ドイツに編入されてしまったBMWが、敗戦後6年後のフランクフルトモーターショーで発表した最初の戦後型モデルである。当初は6気筒エンジン車のBMW・501として登場、1954年にV8エンジンを搭載するBMW・502が追加され、丸味を帯びたフェンダーラインが独立したクラシカルな姿のまま1964年まで継続生産された。

## 概要

### BMW・501
デビュー当初の501は戦前の6気筒エンジンをベースとした1,971cc65馬力エンジンを搭載していた。これはアイゼナッハでEMWと名前を変えて作られていたEMW 340と共通のものであった。車体は重く最高速度は135km/hに過ぎず、ライバルのメルセデス・ベンツ220（W187)の140km/hにも及ばなかった。
1955年には2,077cc72馬力に強化されて多少の改善を見、ボディもマイナーチェンジを受けて3分割の湾曲した大きなリアウィンドーが付けられた。1958年には6気筒は中止され、501にも後述する502のV型8気筒2,566ccエンジンが搭載され、502の廉価版として「501・V8」として売られることになった。このV8エンジンによってBMWはようやく戦前のスポーティーカーとしての名声を回復し、警察や消防向けの需要も獲得出来るようになった。
501は内装によって「A」と「B」のバリエーションがあり、良好な居住性と乗り心地、優秀なヒーターが長所であった。ボディは6人乗り4ドアセダンが標準であったが、1954-1955年にかけてバウア製の2ドアのクーペとカブリオレも少数生産されたが、高価なこれらのボディはV8エンジンを搭載して「502」として生産されることが多かった。
501/502のもう一つの特色としては、引っ込んだステアリングコラムや安全な位置に搭載された燃料タンクなど、早くも安全への配慮がなされていたことが挙げられる。

### BMW・502
1954年のジュネーヴ・ショーにデビューした502は、501と同じ車体に戦後の西ドイツ初のV型8気筒エンジンを搭載した高性能モデルで、V8の搭載はメルセデス・ベンツが1963年に「600」で復活させるより9年も早く、高性能エンジンに賭けるBMWの威信をかけての開発であった。
排気量は2,580ccで100馬力を発するこのエンジンで、502の最高速度は160km/hに達し、メルセデスの同級車を凌ぐドイツ最速の4ドア・サルーンとなった。後には3,168cc120馬力版も追加され、高速性能は一段と高められた。
外観上502は501よりクロームメッキのトリムが多く、フォグランプとセパレートシートも標準装備となっていた。501同様にバウア製の2ドアのクーペとカブリオレも用意された。これら2ドアモデルは1956年にはBMW・503、さらにはBMW・507という高級スポーツカーへと発展した。

## BMW社の経営危機と2600/3200シリーズ
BMW・501/502は同時期のボルクヴァルトの6気筒モデルよりは商業的に成功し、BMWのイメージ再興にも大きな役割を果たしたが、このマーケットで圧倒的な強さを誇るメルセデスの敵にはなり得なかったし、敗戦国ドイツにおいてはこのクラスの高級車の需要は限られていた。501～507という大型高級車とサイクルカーのBMW・イセッタとその発展型のBMW・600という両極端しか持たないその車種構成が災いし、BMWは1950年代末にはBMWは経営破綻寸前にまで追い込まれた。
ダイムラー・ベンツへの吸収合併寸前の1959年にBMWを救ったのは、ナチスとの親密な関係を持ち、強制収容所のユダヤ人を自身の工場で酷使して富を築いたヘルベルト・クヴァントであった。クヴァント家の支配下、同年に600のコンポーネンツ流用で発売されたコンパクトカーのBMW・700と、続いて1961年に発表された先進的な中級乗用車BMW・1500（ノイエ・クラッセ）が相次いで成功を収めた結果、BMWの業績は急速に改善し、501/502シリーズもその生産を継続できることになった。
経営危機が去った1961年、501/502には前輪ディスクブレーキが与えられ、内外装を小変更して車名はBMW・2600/2600L/3200L/3200Sに改められた。そして1962年には、ベルトーネのチーフスタイリスト･ジョルジェット・ジウジアーロがデザインした2ドアクーペ、BMW・3200CSも登場した。
1964年までの501/502系の総生産台数は6気筒車が9,017台とV型8気筒車5,568台であった。

## 日本への輸入
台数は少なかったが、当時の日本へも輸入元のバルコム・トレーディング・カンパニーによって輸入された。政治家・実業家の藤山愛一郎も502のユーザーの一人であった。